# Santa Bárbara d'Oeste
Santa Bárbara d'Oeste är en stad i Brasilien och ligger i delstaten São Paulo. Staden ingår i Campinas storstadsområde och hade år 2014 cirka 190 000 invånare.